# Toma (bài hát)
"Toma" là đĩa đơn thứ tư từ album M.I.A.M.I., album phòng thu đầu tay của nam ca sĩ nhạc rap người Mỹ gốc Cuba Pitbull hợp tác với Lil Jon. Ca khúc đã leo lên vị trí #21 trên bảng xếp hạng Hot Rap Tracks và vị trí #73 trên bảng xếp hạng Hot R&B/Hip-Hop Singles & Tracks.
"Toma" cũng có xuất hiện trong bộ phim điện ảnh nổi tiếng Step Up.

## Phối khí
Bản phối khí chính thức của "Toma" có sự góp giọng của nhiều ca sĩ nhạc dancehall nổi tiếng như Mr. Vegas, Wayne Marshall, Red Rat, T.O.K., và Kardinal Offishall. Bản phối khí này xuất hiện trong album phối khí đầu tay của Pitbull, Money Is Still a Major Issue. Ngoài ra cũng có một bản phối khí không chính thức khác cho "Toma", hợp tác với Nina Sky, có sử dụng một đoạn nhạc mẫu từ ca khúc "Conga" của Gloria Estefan.

## Xếp hạng
| Bảng xếp hạng (2005)                          | Vị trí cao nhất |
| --------------------------------------------- | --------------- |
| US Bubbling Under Hot 100 Singles (Billboard) | 8               |
| US Hot R&B/Hip-Hop Songs (Billboard)          | 73              |
| US Rap Songs (Billboard)                      | 21              |